# Atlético Lagunero
El Atlético Lagunero fue un equipo de fútbol de la Segunda División de México, de Ciudad Lerdo, Durango; aunque era originario de Gómez Palacio, Durango. Este club subió jugadores a la máxima categoría en la liga mexicana como Pablo Metlich (Tecos de la UAG) y Mario Rodríguez (Atlas de Guadalajara).
"El equipo se caracterizaba por sus fieles seguidores, en especial la porra llamada "La Malteada" Encabezada por gente de la colonia Filadelfia, que hacían sentir la localía del equipo gomezpalatino.

## Año X Año
| Temporada     | División      | Posición                 |
| ------------- | ------------- | ------------------------ |
| Apertura 2016 | 4.Segunda LNT | 5° Grupo I - 16° General |
| Clausura 2017 | 4.Segunda LNT | 6° Grupo I - 15° General |

- Datos: Q4816982